# Bembeya Jazz
Bembeya Jazz est un groupe de musique guinéen créé en 1961 par Émile Condé homme d'affaires et préfet de Beyla. De style musical prenant son inspiration dans la musique mandingue, leur musique a évolué dans un style propre avec l'incorporation de guitares électriques et d'autres influences comme le jazz et la salsa cubaine, et la rumba congolaise. Le groupe tire son nom de la rivière qui traverse Beyla, où fut fondé le groupe le 15 avril de l'année.

## Histoire
Émile Condé, fondateur du Bembeya jazz national, qui s’appelait alors l’Orchestre de Beyla, mort en détention au Camp Boiro.
Émile Condé homme d'affaires et préfet de Beyla entreprend de créer un orchestre qui doit répondre au décret présidentiel de Ahmed Sékou Touré, qui demande à chacune des 33 préfectures que compte la Guinée à l'époque de se doter dans les meilleurs délais d'un ballet de danses traditionnelles, d'un théâtre, d'un ensemble "folklorique" et enfin d'un orchestre.
C'est ainsi que né en 1959 l'orchestre Syli Jazz en écho au symbole choisi par le président qui devra traduire l'identité guinéene à travers plusieurs supports.
Le Syli Jazz de Beyla prend le nom de Bembeya Jazz nom porté par la principale rivière qui traverse Beyla.
C'est ainsi que naît le 15 avril toujours sous l'impulsion du préfet Émile Condé, le Bembeya Jazz de Beyla aujourd'hui l'un des vétérans des groupes musicaux ouest-africain.
En 1959 le syli orchestre a été créé et au regard de leur performance, le président Ahmed Sékou Touré demanda au nouveau préfet de Beyla, à l'époque Sékou Chérif, arrivé en 1963, de mettre l'orchestre à la disposition de la jeunesse de la capitale, ainsi le groupe fut affecté par décret par présidentiel en 1965 à Conakry.
Au début de l'année 1966, le Bembeya devint véritablement le Bembeya Jazz National.
Le Bembeya Jazz connût un grand succès dans les années 1960 et 1970. Il devient l'orchestre national officiel en 1966. Puis, un coup dur a été subi à la suite du décès du chanteur Demba Camara en 1973 dans un accident de voiture. En 1977, le groupe participe au FESTAC 77, un festival des cultures et arts noirs et africains qui se tient à Lagos, au Nigeria, et réunit près de 60 pays. Après des changements dans la composition du groupe, le Bembeya Jazz a repris une activité à la fin des années 1990.
Le groupe a reçu en avril 2011 le prix du meilleur orchestre africain des 50 dernières années lors de la 8e édition du festival des Tamani d'Or à Bamako, au Mali. Il a en effet pris une part importante à la naissance d'une culture proprement guinéenne, à la suite de la politique culturelle du président Sekou Touré dès l'indépendance du pays en 1958. 
Il était nécessaire de remporter deux fois le festival national afin de pouvoir utiliser l'adjectif "national" dans le nom du groupe et obtenir un statut de fonctionnaire d'État. C'est ainsi que le Bembeya Jazz National est devenu le symbole de cette politique culturelle, représentant la Guinée lors de prestigieux festivals internationaux tels que les festivals panafricains, où il a remporté la médaille d'argent au festival panafricain d'Alger. Les chants sont rarement en français, mais plutôt en malinké, sosso, ou poular, dans une option de "décolonisation des esprits". Surtout, le groupe (comme d'autres dans le cadre de cette politique culturelle) vante la politique d'Ahmed Sékou Touré et de son parti, le PDG. Plusieurs titres de chansons illustrent cette perspective nationaliste, tels que "Le Chemin du PDG" interprété par le Bembeya Jazz National en 1969. 

## Les premiers succès
Le Bembeya Jazz rencontre son premier succès en 1964 avec la sortie de son second album et le titre phare Bamba Tigala, composé par Sékou Diabaté. Un an après, porté par ces succès, le Bembeya Jazz s’envole pour Cuba avec le concours de son gouvernement et se produit devant Fidel Castro à la Havane. En 1966, il rafle de nouveau la médaille d'or de la Biennale du festival national des arts.
Ces succès finissent par attirer l’attention de Sékou Touré sur cette formation musicale. C’est ainsi que cette même année à savoir, ils deviennent des professionnels rémunérés par l'état guinéen avec pour mission de vulgariser la culture et l'identité guinéennes à travers leurs compositions. 

Le Bembeya Jazz de Beyla devient Bembeya Jazz National et le groupe se met aussitôt au travail en revisitant les vieux classiques du Mandingue.

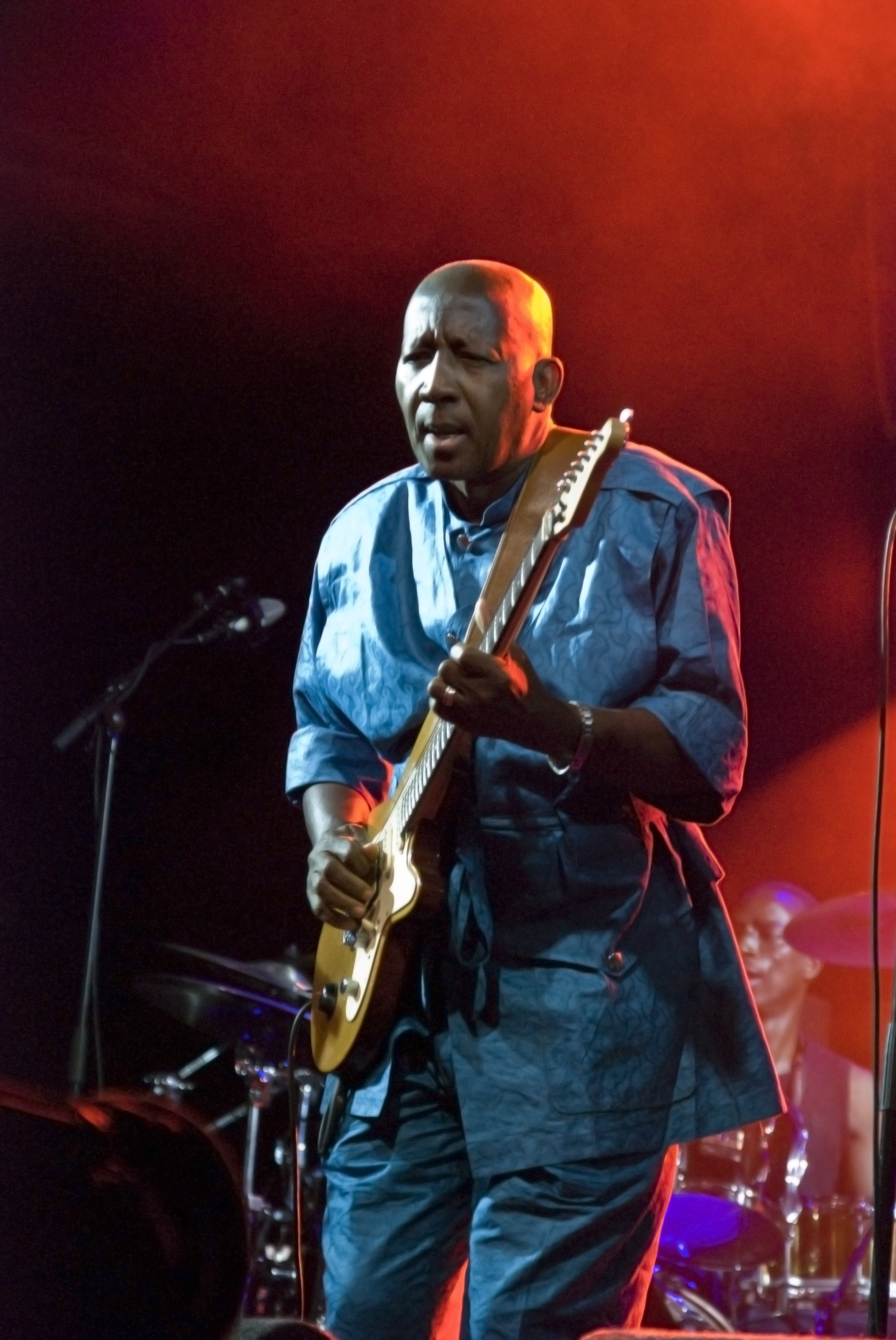
Diamond fingers

## Membres
- Sékou Diabaté : le guitariste soliste surnommé « Diamond fingers » benjamin de l'orchestre.
- Sékouba Bambino : chanteur (rejoint l'orchestre après la mort de Boubacar Demba Camara)
- Momo Wandel Soumah (décédé le 15 juin 2003, à l'âge de 77 ans d'une mort subite)
- Hamidou Diaouné : chef d'orchestre et sax ténor (décédé le 22 mai 2016, à l'âge de 78 ans, des suites de maladies)
- Boubacar Demba Camara, surnommé "le dragon de la chanson africaine" : chanteur principal dès 1963 (décédé à Dakar le 4 avril 1973, à l'âge de 28 ans dans un tragique accident de voiture)
- Salifou Kaba : deuxième chanteur dès 1963 (décédé le 15 avril 2023, à l'âge de 80 ans)
- Youssouf Bah "Youyou" : chanteur (décédé le 12 juillet 2015, à l'âge de 61 ans, d'un trouble gastrique)
- Mohamed "Achken" Kaba : entraîneur technique de l'orchestre et trompette (décédé le 27 février 2015, des suites d'une longue maladie)
- Sékou "Legrow" Camara : trompette et animateur
- Mory "Mangala" Condé : Batteur (décédé le 5 mars 2008, à l'âge de 68 ans)
- Bangaly "Gros Bois" Traoré : sax alto (décédé)
- Mamadi Camara : guitare médium (décédé)
- Siaka Diabaté : tumba (décédé)
- Clément Dorégo : sax ténor et soprano, intègre l'orchestre en 1967 (décédé en août 2025 à l'âge de 86/87 ans)
- Djéné Camara : cantatrice (décédée)
- Sékou Konaté : maracas (décédé)
- Sékou Kandé : claves (décédé)
- Abou Fantomas Camara : doyen de l'orchestre contrebasse (décédé)
- Yebe Traoré : saxophoniste et trompettiste (décédé)[6]

Certains artistes de ce groupe ont également participé à des projets indépendants du Bembeya Jazz.

## Discographie
- 1968 : Bembeya Jazz
- 1971 : Discotheque 71 - Various artists
- 1971 : Bembeya Jazz National, Dix ans de succès, Syliphone
- 1973 : Authenticité 73
- 1974 : Memoire de Aboubacar Camara
- 1976 : Le défi
- 1977 : La continuité
- Jardin de Guinée
- 1987 :  Sabu (LP)
- 1992 : Telegramme
- 1993 : Bembeye Jazz Live - 10 Ans de Success
- 1988 : Wà kélè
- 1990 : Regard sur le passé
- 1997 : Etape nouvelle: Concert agression au Stade Modibo Keita à Bamako
- Yekele (LP)
- 2000 : Hommage a Demba Camara
- 2000 : Le défi / La continuité
- 2002 : Bembeya
- 2006 : African nights
- 2007 : The Syliphone years. Hits and rare recordings

## Prix et reconnaissances
- 1964ː Premier médaille d'or de la Biennale du Festival National des Arts, dans la catégorie orchestre moderne, organisée par le Gouvernement Guinéen.
- 1966ː Il rafle la médaille d'or de la Biennale du Festival National des Arts[7].
- 2019 : Trophées d'excellence aux Victoires de la musique guinéenne.